# Theo Dan
Pour les articles homonymes, voir Dan.

a Compétitions nationales et continentales officielles uniquement.

b Matchs officiels uniquement.
Dernière mise à jour le 22 janvier 2024.
Theo Dan, né le 26 décembre 2000 à Londres (Angleterre), est un joueur international anglais de rugby à XV, évoluant au poste de talonneur au sein des Saracens en Premiership.

## Biographie

### Jeunesse et formation
Theo Dan naît à Londres de parents d'origine roumaine. De ce fait, il parle roumain chez lui et passe régulièrement ses vacances entre Bucarest et Târgu Jiu. Il grandit dans le quartier londonien de Herne Hill,.
Son grand-père Ion Dijmarescu, a joué au rugby à XV dans le championnat roumain, de ce fait Theo Dan décide de commencer lui aussi le rugby dès l'âge de cinq ans au sein du club de Blackheath Football Club jusqu'à ses dix-sept ans où il arrête pour se concentrer sur son General Certificate of Secondary Education. À l'âge de seize ans, il rejoint l'Academy (centre de formation) des Saracens. Il est tout d'abord formé au poste de centre ou d'ailier, avant d'être déplacé en tant que talonneur dans son nouveau club, sous les conseils de l'entraineur Kelly Brown, et est envoyé en prêt dans le club d'Old Alleynian FC (en) pour faire sa transition à ce poste,. Avec les Saracens, il signe son premier contrat professionnel en 2019. Il est alors envoyé en prêt au sein du Bishop's Stortford RFC (en), en National League One, où il connait une convocation avec l'équipe d'Angleterre des moins de 20 ans à l'occasion du Tournoi des Six Nations des moins de 20 ans 2020,. Durant la compétition, il dispute les quatre premières journées dans la peau de titulaire et inscrit notamment deux essais, avant que la compétition ne soit annulée à cause de la pandémie de Covid-19.
Au niveau des études, il est tout d'abord scolarisé au sein de l'Alleyn's School (en) . Par la suite, il entreprend un Bachelor of Science en philosophie, science politique et économie au sein du King's College de Londres.
Il décrit son coéquipier Jamie George comme l'un de ses mentors.

### Carrière professionnelle
Theo Dan fait ses débuts avec l'équipe première des Sarries en novembre 2022, lors de la deuxième journée de la Coupe d'Angleterre en tant que titulaire au poste de talonneur contre les London Irish. Quatre mois plus tard, il est titularisé au poste de troisième ligne aile dans la même compétition face aux Wasps. En juin suivant, il dispute son premier match de Premiership, contre Gloucester. Durant cette même saison, il est envoyé en prêt au sein du club de RFU Championship d'Ampthill RUFC.
Lors de la saison 2022-2023, il est tout d'abord toujours en prêt à Ampthill, mais il est ensuite rappelé par les Saracens, il est notamment promu dans l'effectif senior en amont de cette saison, à la suite de blessures dans l'effectif et il est beaucoup utilisé par son club. Il fait notamment ses débuts en Champions Cup contre le Lou rugby en janvier 2023. Le même mois, il inscrit son premier essai avec les Saracens et contribue à la victoire 20 à 19 de son équipe contre les Bristol Bears. En fin de saison, son équipe réussit à atteindre la finale de la Premiership, pour la seconde année consécutive, où il est remplaçant mais rentre dès la dixième minute à la place de Jamie George, il réalise une bonne performance, et les Saracens s'imposent 35 à 25 face aux Sale Sharks. Toutes compétitions confondues avec son club, il prend part à dix-neuf rencontres, dont huit en tant que titulaire, et inscrit cinq essais durant la saison 2022-2023. Fin juin, il est convoqué dans une liste de quarante-et-un joueurs pour préparer la Coupe du monde 2023,.
Début août, il fait ses débuts internationaux en tant que remplaçant face au pays de Galles. Quelques jours plus tard, il est définitivement sélectionné pour la compétition planétaire par Steve Borthwick. Avant la compétition, il connaît sa première titularisation en match de préparation face aux Fidji. Pendant la compétition, le sélectionneur anglais fait de Theo Dan son talonneur no 2 derrière Jamie George : il est retenu sur la feuille de match lors des sept rencontres que l'Angleterre dispute mais il y a trois matchs où il n'entre pas en jeu cependant. Il est notamment titularisé contre le Chili lors de la phase de poule où il inscrit ses deux premiers essais internationaux. Par la suite, il connaît sa deuxième titularisation lors de la finale pour la troisième place où il se montre décisif en inscrivant un essai lors de la victoire 26-23 de son équipe contre l'Argentine.
En janvier 2024, il est ensuite sélectionné pour le Tournoi des Six Nations.

## Statistiques

### En sélection nationale
Theo Dan compte 16 capes en équipe d'Angleterre, dont 3 en tant que titulaire, depuis sa première sélection le 5 août 2023 face à l'équipe du pays de Galles. Il inscrit trois essais, quinze points.
Il participe à une édition de la Coupe du monde en 2023, il dispute quatre rencontres dont deux en tant que titulaire et inscrit trois essais.

## Palmarès

### En club
- Finaliste du Championnat d'Angleterre en 2022 avec les Saracens.
- Vainqueur du Championnat d'Angleterre en 2023 avec les Saracens.

### En sélection nationale
- Troisième de la Coupe du monde en 2023 avec l'équipe d'Angleterre.